# Крапивно (Киришский район)
Крапивно — деревня в Будогощском городском поселении Киришского района Ленинградской области.

## История
Деревня Кропивна упоминается на специальной карте западной части России Ф. Ф. Шуберта 1844 года.

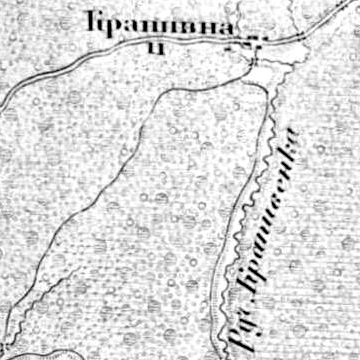
Деревня Крапивно на карте 1872 года

Согласно карте Ф. Ф. Шуберта 1872 года деревня называлась Крапивна и насчитывала 11 крестьянских дворов. Деревня располагалась на ручье Крапивенка.
В конце XIX века деревня административно относилась к Васильковской волости 1-го стана, в начале XX века — Васильковской волости 4-го стана 3-го земского участка Тихвинского уезда Новгородской губернии.

КРОПИВНО — деревня Кукуйского сельского общества, дворов — 17, жилых домов — 17, число жителей: 58 м. п., 57 ж. п. 

Занятия жителей — земледелие, лесные заработки. Река Пчёвжа. (1910 год)

Согласно карте Петроградской и Новгородской губерний 1915 года деревня называлась Крапивна насчитывала 11 крестьянских дворов.
С 1917 по 1918 год деревня Крапивно входила в состав Васильковской волости Тихвинского уезда Новгородской губернии.
С 1918 года в составе Череповецкой губернии.
С 1927 года в составе Лугского сельсовета Будогощенского района.
В 1928 году население деревни Крапивно составляло 145 человек.
С 1932 года в составе Киришского района. 

Деревня Крапивно на карте 1932 года

Согласно карте Ленинградской области Северо-западного аэрогеодезического треста ГГУ издания 1932 года деревня называлась Кропивно и насчитывала 15 крестьянских дворов.
По данным 1933 года деревня называлась Кропивно и входила в состав Лугского сельсовета Киришского района.
Согласно переписи населения СССР 1939 года население деревни Крапивно составляли 75 мужчин и 76 женщин, ещё 25 человек являлись переселенцами с окрестных хуторов, всего 176 жителей.
Деревня была освобождена от немецко-фашистских оккупантов 1 февраля 1944 года.
С 1954 года в составе Кукуйского сельсовета.
С 1963 года в составе Волховского района.
С 1965 года вновь в составе Киришского района. В 1965 году население деревни Крапивно составляло 158 человек.
По данным 1966, 1973 и 1990 годов деревня Крапивно также входила в состав Кукуйского сельсовета.
В 1997 году в деревне Крапивно Кукуйской волости проживали 44 человека, в 2002 году — 31 (русские — 97 %).
В 2007 году в деревне Крапивно Будогощского ГП проживали 25 человек, в 2010 году — 26.

## География
Деревня расположена в восточной части района на автодороге 41А-009 (Лодейное Поле — Тихвин — Чудово).
Расстояние до административного центра поселения — 23 км.
К востоку от деревни проходит железнодорожная линия Будогощь — Тихвин. Расстояние до ближайшей железнодорожной станции Будогощь — 24 км.
Деревня находится на правом берегу одного из притоков реки Пожупинка — ручье Крапивенка.

## Демография
| 1910 | 1928 | 1965 | 1997 | 2002 | 2007 | 2010 |
| ---- | ---- | ---- | ---- | ---- | ---- | ---- |
| 115  | ↗145 | ↗158 | ↘44  | ↘31  | ↘25  | ↗26  |
| 2017 |      |      |      |      |      |      |
| →26  |      |      |      |      |      |      |

### Национальный состав
Согласно данным Всероссийской переписи населения 2021 года в деревне проживали 11 человек, все русские.

## Улицы
Дачная, Лесная.